# سفارة ألبانيا في فرنسا
سفارة ألبانيا في فرنسا هي أرفع تمثيل دبلوماسي لدولة ألبانيا لدى فرنسا. تقع السفارة في باريس وهي تهدف لتعزيز المصالح الألبانية في فرنسا.

## وصلات خارجية
- الموقع الرسمي
- قائمة سفارات ألبانيا
- قائمة السفارات في فرنسا